# Astragalus semiromensis
Astragalus semiromensis är en ärtväxtart som beskrevs av Dieter Podlech och Maassoumi. Astragalus semiromensis ingår i släktet vedlar, och familjen ärtväxter. Inga underarter finns listade i Catalogue of Life.